# Mongolske sprog
Den mongolske sprogfamilie er en sproggruppe, som tales i det østlige Centralasien og Sibirien, samt områderne omkring Kalmykien. Den indbefatter mongolsk, som er hovedsproget i de fleste dele af Mongoliet, og som tales af ca. 5,2 millioner mennesker (2005) i Mongoliet og Indre Mongoliet.
Mongolske sprog er nogen gange grupperet sammen med den tyrkiske sprogfamilie og den tungusiske sprogfamilie som en del af den større altaiske sprog-familie.
I Mongoliet skrives mongolsk med kyrillisk ortografi (Монгол Хэл), mens man i det Indre Mongoliet benytter den vertikale uighuriske skrift (Mongγol Kele).

## Klassificering
Mongolsk:
- Proto-mongolsk
  - Tabgachisk (hos stammen Tuoba 219-377)
  - Khitansk
- Klassisk mongolsk (1200-tallet – 1400-tallet)
- Middelmongolsk (ca. 1700-1900)
- Nordøstlig mongolsk
  - Dagur
- Nordlig mongolsk
  - Burjatisk
  - Khamnigansk

- Khalka-Oiratisk (central-mongolsk)
  - Khalkisk-ordisk
    - Khalka
      - Jerim-gruppen (Chortschin, Jasagtu, Jarut, Jalait-Dörbet, Gorlos)
      - Juu-Uda gruppen (Aru Chortschin, Baarin, Ongniut, Naiman, Aochan)
      - Josotu-gruppen (Charatschin, Tümet)
      - Ulan-tsab-gruppen (Tschachar, Urat, Darchan, Muumingan, Dörben Küüket, Keschigten)
      - Shilingol-gruppen (Üdzümütschin, Khuutschit, Abaga, Abaganar, Sönit)
      - Andre dialekter (Chotogoit, Darchat, Tsongol, Sartul, Dariganga)

    - Ordisk

  - Oriatisk-kalmykisk (vestlig mongolsk)
    - Oriatisk
      - Torgutisk
      - Dorbetisk
      - Olotisk (Ööld, Elyut, Eleuth)
      - Khoshuudisk
      - Alashaisk

    - Kalmykisk

  - Chakarisk
  - Sydlig mongolsk
    - Khorchinsk
    - Kharchin
    - Baarin
    - Shilin gol

- Monguorisk-Santisk (sydøstlig mongolsk)
  - Monguorisk (også kaldet Tu)
    - Mongghuolisk (også kaldet Huzhu Mongghul)
    - Mangghuerisk (også kaldet Minhe Mangghuer)

  - Bonanisk
  - Kangjia
  - Dongxiangsk (også kaldet Santisk)
- Sydlig centralt mongolsk
  - Østyugurisk
- Sydvestlig mongolsk
  - Mogholisk